# 斑金䱵
斑金䱵（学名：Cirrhitichthys aprinus），俗名短嘴格，为輻鰭魚綱鱸形目鱸亞目䱵科的一種，部分分類法將其歸屬於日鱸目䱵科。

## 分布
本魚分布于西印度洋及西太平洋區，包括模里西斯、塞席爾群島、馬爾地夫、中國、台灣、日本、韓國、香港、菲律賓、越南、印尼、澳洲、庫克群島、斐濟、密克羅尼西亞、新喀里多尼亞、帛琉、索羅門群島等海域。该物种的模式产地在帝汶。

## 深度
水深2至40公尺。

## 特徵
本魚體側扁，體長為體高的2倍，體呈白色，全身布滿紅褐色不規則斑紋。鰓蓋處具一紅褐圓斑，眼周圍具放射狀紋。背鰭硬棘末端具穗狀突起，尾鰭透明
，背鰭硬棘10枚；背鰭軟條 12枚；臀鰭硬棘3枚；臀鰭軟條6枚，體長可達12.5公分。

## 生態
本魚棲息在珊瑚、海綿生長的岩礁，通常單獨或成小群活動，性情兇猛，以一停一動方式游動，常以寬大的胸鰭之稱停在珊瑚或礁盤高處，如老鷹般伺機伏擊小魚或底棲甲殼類 ，屬肉食性。

## 經濟利用
為觀賞性魚類，不供食用。